# Fredrik Lilliehöök
Carl Johan Fredrik Malkolm Lilliehöök, född 14 april 1860 i Stafsinge, Halland, död 4 januari 1930 i Stockholm, var en svensk ingenjör.
Lilliehöök utexaminerades från Tekniska högskolan 1886, var anställd vid varv och verkstäder i Storbritannien och USA 1889-93 och blev därefter 1893 extra lärare, 1898 lektor och 1911 professor i skeppsbyggnadslära vid Tekniska högskolan. Han erhöll avsked 1926. Lilliehöök bedrev en omfattande teknisk skriftställarverksamhet och uttog 1903 patent på ett av honom uppfunnet långskeppsspantsystem, med fördel använt vid byggnad av större malm- och tankfartyg.